# تشارلز براكيت
تشارلز براكيت (بالإنجليزية: Charles Brackett)‏ هو منتج أفلام وكاتب وكاتب سيناريو أمريكي، ولد في 26 نوفمبر 1892 في ساراتوغا سبرينغس في الولايات المتحدة، وتوفي في 9 مارس 1969 في لوس أنجلوس في الولايات المتحدة.

## وصلات خارجية
- تشارلز براكيت على موقع IMDb (الإنجليزية)
- تشارلز براكيت على موقع الموسوعة البريطانية (الإنجليزية)
- تشارلز براكيت على موقع ألو سيني (الفرنسية)
- تشارلز براكيت على موقع أول موفي (الإنجليزية)
- تشارلز براكيت على موقع قاعدة بيانات الأفلام السويدية (السويدية)
- تشارلز براكيت على موقع إن إن دي بي (الإنجليزية)
- تشارلز براكيت على موقع قاعدة بيانات الفيلم (الإنجليزية)
- تشارلز براكيت على موقع كينوبويسك (الروسية)